# Gradi e qualifiche dell'Aeronautica Militare

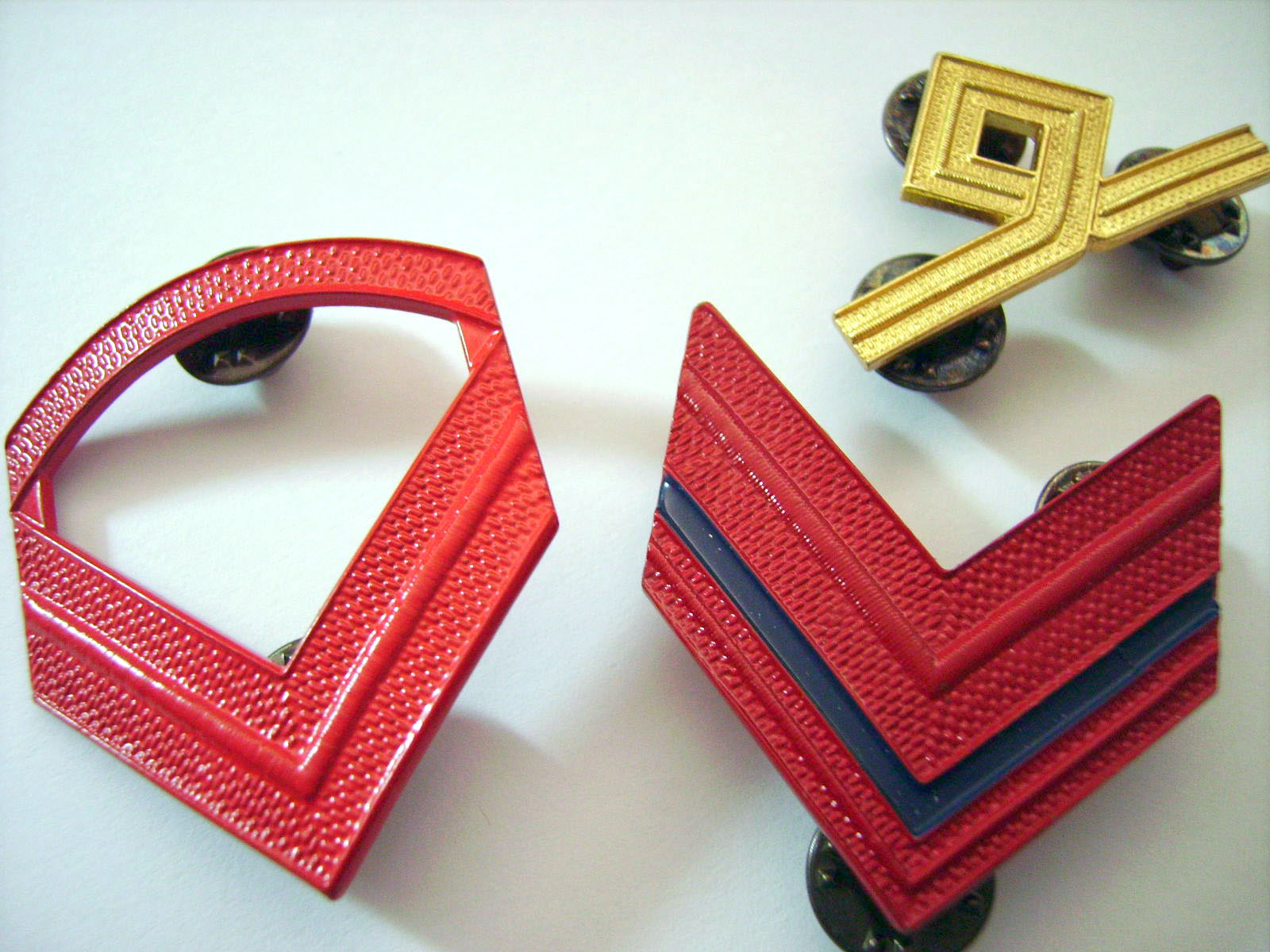
Spille dei distintivi di grado (nell'ordine aviere capo, aviere scelto e sottotenente)

I gradi e qualifiche dell'Aeronautica Militare rappresentano la suddivisione gerarchica del personale dell'Aeronautica Militare, inquadrato in ruoli e identificati dai singoli distintivi rappresentati con un simbolo apposto sulle uniformi, che identifica una determinata posizione di responsabilità, definita da leggi dello Stato e dai regolamenti militari.
I gradi sono suddivisi nel seguente ordine:
- ufficiali generali
- ufficiali superiori
- ufficiali inferiori e subalterni
- Sottufficiali marescialli
- sottufficiali sergenti
- graduati
- militari di truppa

| Grado                                                    | Distintivo di Grado        | Fregio | Soggolo | Codice NATO |      |
| -------------------------------------------------------- | -------------------------- | ------ | ------- | ----------- | ---- |
| Ufficiali Generali                                       |                            |        |         |             |      |
| Generale                                                 |                            |        |         | OF-9        |      |
| Generale di Squadra Aerea con Incarichi Speciali         |                            |        |         | OF-8        |      |
| Generale di Squadra Aerea                                |                            |        |         | OF-8        |      |
| Generale di Divisione Aerea                              |                            |        |         | OF-7        |      |
| Generale di Brigata Aerea                                |                            |        |         | OF-6        |      |
| Ufficiali Superiori                                      |                            |        |         |             |      |
| Colonnello                                               |                            |        |         | OF-5        |      |
| Tenente Colonnello                                       |                            |        |         | OF-4        |      |
| Maggiore                                                 |                            |        |         | OF-3        |      |
| Ufficiali Inferiori                                      |                            |        |         |             |      |
| Capitano                                                 |                            |        |         | OF-2        |      |
| Tenente                                                  |                            |        |         | OF-1        |      |
| Sottotenente                                             |                            |        |         | OF-1        |      |
| Sottufficiali - Ruolo Marescialli                        |                            |        |         |             |      |
| Primo Luogotenente                                       |                            |        |         | OR-9        |      |
| Luogotenente                                             |                            |        |         | OR-9        |      |
| Primo Maresciallo                                        |                            |        |         | OR-9        |      |
| Maresciallo di Prima Classe                              |                            |        |         | OR-8        |      |
| Maresciallo di Seconda Classe                            |                            |        |         | OR-8        |      |
| Maresciallo di Terza Classe                              |                            |        |         | OR-8        |      |
| Sottufficiali - Ruolo Sergenti                           |                            |        |         |             |      |
| Sergente Maggiore Aiutante                               |                            |        |         | OR-7        |      |
| Sergente Maggiore Capo                                   |                            |        |         | OR-7        |      |
| Sergente Maggiore                                        |                            |        |         | OR-6        |      |
| Sergente                                                 |                            |        |         | OR-5        |      |
| Graduati (Ruolo Volontari in Servizio Permanente)        |                            |        |         |             |      |
| Graduato Aiutante                                        |                            |        |         |             | OR-4 |
| Primo Graduato                                           |                            |        |         |             | OR-4 |
| Primo Aviere Capo                                        |                            |        |         |             | OR-4 |
| Primo Aviere Scelto                                      |                            |        |         |             | OR-4 |
| Aviere Capo                                              |                            |        |         |             | OR-4 |
| Militari di Truppa (Ruolo Volontari in Ferma Prefissata) |                            |        |         |             |      |
| Primo Aviere                                             |                            |        |         | OR-3        |      |
| Aviere Scelto                                            |                            |        |         | OR-2        |      |
| Aviere                                                   | nessun distintivo di grado |        |         | OR-1        |      |

## Categorie
I summenzionati ruoli per il personale sono suddivisi nelle seguenti categorie:
- Arma Aeronautica ruolo naviganti normale e speciale (A.A.r.n.n.)-(A.A.r.n.s.):
  - naviganti
- Arma Aeronautica ruolo delle armi normale e speciale (A.A.r.a.n.)-(A.A.r.a.s.):
  - controllo spazio aereo
  - equipaggi di volo
  - supporto logistico
  - supporto operativo
  - Musicisti (solo A.A.r.a.s.)
- Corpo del genio aeronautico ruolo normale e speciale (G.A.r.n.)-(G.A.r.s.):
  - armamento (solo G.A.r.s.)
  - chimica
  - costruzioni aeronautiche
  - elettronica
  - fisica
  - fotografo (solo G.A.r.s. ad esaurimento)
  - infrastrutture e impianti
  - motorizzazione (solo G.A.r.s.)
- Corpo di Commissariato aeronautico ruolo normale e speciale (C.C.r.n.)-(C.C.r.s.):
  - commissariato (C.C.r.n.)
  - amministrazione e rifornimento M.O. (C.C.r.s.)
- Corpo sanitario aeronautico ruolo normale e speciale (C.S.A.r.n.)-(C.S.A.r.s.):
  - sanità
- Ruolo marescialli (A.A.r.ma.):
  - armamento
  - chimica
  - commissariato
  - controllo spazio aereo
  - costruzioni aeronautiche
  - elettronica
  - equipaggi di volo
  - fisica
  - infrastrutture e impianti
  - motorizzazione
  - naviganti
  - sanità
  - supporto logistico
  - supporto operativo
- Ruolo musicisti (Mus.):
  - archivista
  - orchestrale
- Ruolo sergenti (A.A.r.se.):
  - armamento
  - chimica
  - commissariato
  - controllo spazio aereo
  - costruzioni aeronautiche
  - elettronica
  - equipaggi di volo
  - fisica
  - infrastrutture e impianti
  - motorizzazione
  - supporto logistico
  - supporto operativo
- Ruolo truppa in servizio permanente (A.A.R.V.S.P.):
  - commissariato
  - costruzioni aeronautiche
  - infrastrutture e impianti
  - motorizzazione
  - supporto logistico
  - supporto operativo
- Ruolo truppa in ferma prefissata (A.A.R.V.F.):
  - commissariato
  - costruzioni aeronautiche
  - infrastrutture e impianti
  - motorizzazione
  - supporto logistico
  - supporto operativo
- Ruolo truppa in ferma di leva:
  - automobilisti
  - governo
  - infrastrutture e impianti
  - marconisti
  - sanità
  - servizi

## Equiparazione
Per l'equiparazione dei gradi dell'Aeronautica Militare con i gradi delle altre forze armate o corpi armati italiani, consultare la pagina distintivi di grado e di qualifica italiani.